# Kommunarka (Hinrichtungsstätte)

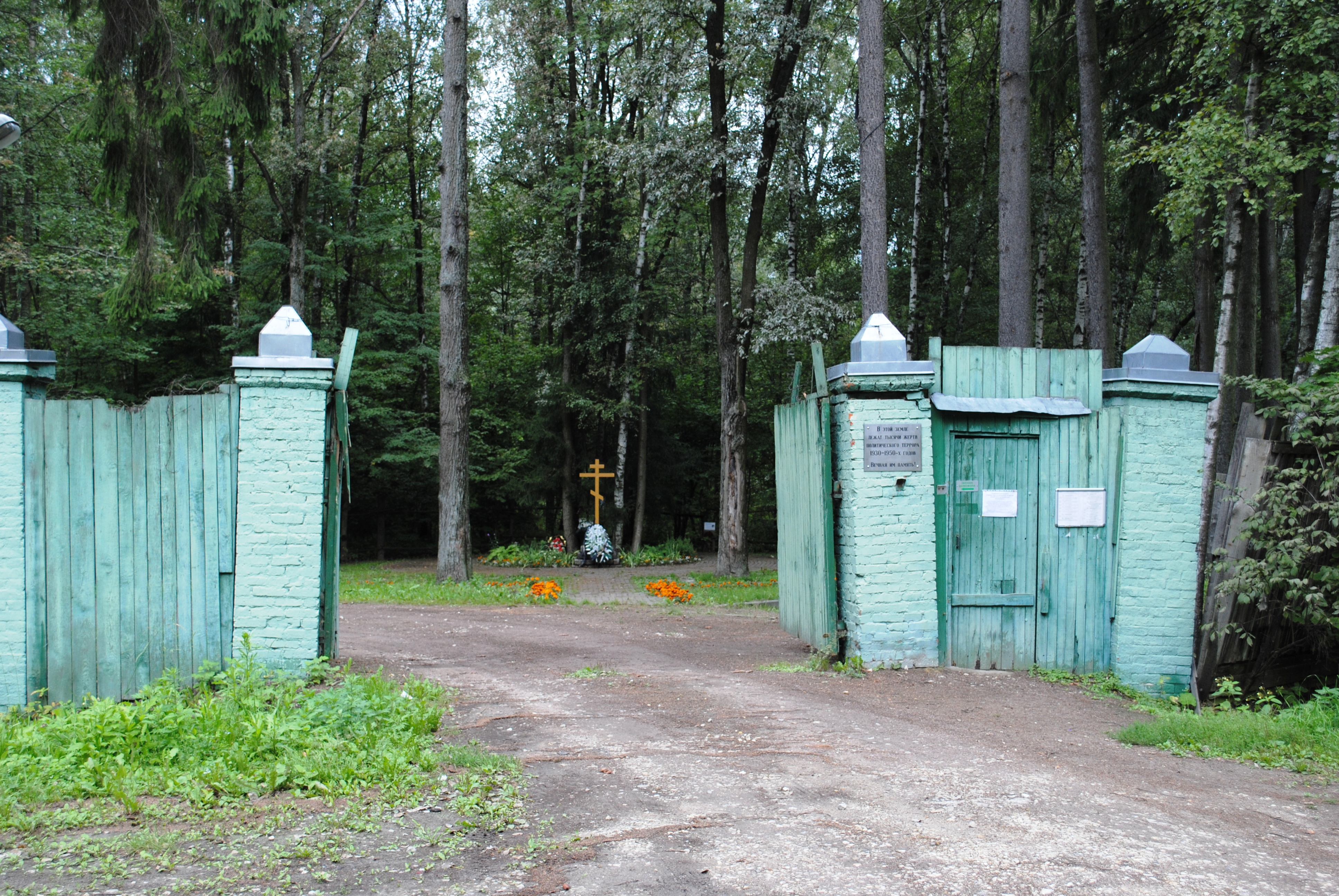
Eingangstor (2012)

Die Kommunarka (russisch: Расстрельный полигон «Коммунарка») ist eine ehemalige Hinrichtungsstätte und ein heutiger Friedhof im Moskauer Stadtteil Kommunarka im Verwaltungsbezirk Nowomoskowski.

## Zur Stätte
An dem Ort wurde zur Zeit des Großen Terrors auf der Sommerresidenz des Geheimdienstchefs Jagoda ein Hinrichtungsort des NKWD eingerichtet.
Vom 2. September 1937 bis zum 16. Oktober 1941 wurden in Kommunarka 4527 Personen erschossen und/oder begraben, unter anderem in Massengräbern. Eine Expertenkommission schätzte 1993, dass zwischen 10.000 und 14.000 Menschen in Kommunarka begraben wurden, von denen weniger als 5.000 in den von der Organisation Memorial zusammengestellten Listen namentlich erwähnt sind.
Der Friedhof Kommunarka wurde 1999 an die russisch-orthodoxe Kirche übertragen. Im Jahr 2007 wurde dort ein orthodoxes Kirchengebäude fertiggestellt.

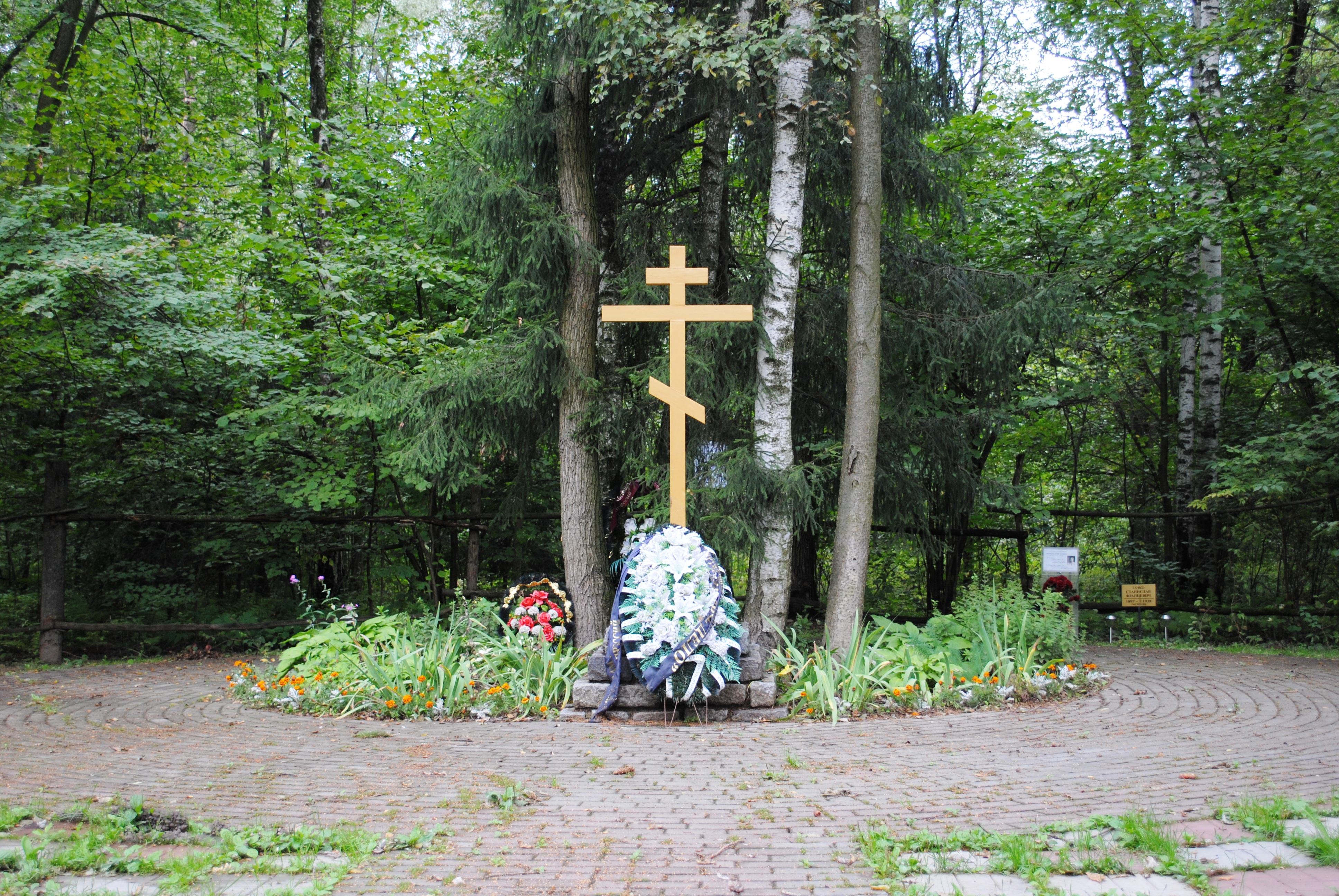
Gedenkkreuz am Eingang zum Friedhof von Kommunarka

## Bekannte Opfer
An der Hinrichtungsstätte „Kommunarka“ starben einige der bekanntesten Opfer der Schauprozesse der drei Moskauer Prozesse von 1936–1938, bei denen prominente Führer der Revolution unter falsche Anklagen gestellt wurden. Zu den hier Erschossenen und Begrabenen gehören:
- Wladimir Antonow-Owsejenko (1883–1938), Armeebefehlshaber, zuletzt Volkskommissar für Justiz
- Kaikhasiz Atabayew (1887–1938)
- Nikolai Bucharin (1888–1938), zuletzt Chefredakteur der Iswestija
- Hryhorij Hrynko (1890–1938), ab 1930 Volkskommissar für Finanzen
- Nikolai Krestinski (1883–1938), von 1922 bis 1930 Botschafter in Berlin
- Béla Kun (1886–1938), Gründer der ungarischen Kommunistischen Partei, 1919 de-facto-Regierungschef
- Lew Lewin[Anm 1] (1870–1938), Abteilungsleiter im Kreml-Krankenhaus
- Boris Malkin[Anm 2] (1891–1938), sowjetischer Verleger und Filmproduzent
- Walerian Osinski-Obolenski (1887–1938), Mitglied des Obersten Rats für Volkswirtschaft
- Jan Rudsutak (1887–1938), ab 1926 stellv. Vorsitzender des Rats der Volkskommissare der Sowjetunion
- Alexei Rykow (1881–1938), von 1924 bis 1930 Vorsitzender des Rat der Volkskommissare der Sowjetunion
- Turar Rysqulow (1894–1938), zuletzt stellv. Vorsitzender des Rats der Volkskommissare der RSFSR
- Pawel Tswetkow (1906–1938), Sekretär der Jugendorganisation der Bulgarischen Kommunistischen Partei
- Otto Unger (1893–1938), deutscher Kommunist, Abteilungsleiter der Verlagsgenossenschaft Ausländischer Arbeiter

Zu den in den vielen Schnellverfahren von dem Militärkollegium des Obersten Gerichts der UdSSR nach Artikel 58 des Strafgesetzbuches der RSFSR zur Höchststrafe Verurteilten und sofort hier Erschossenen gehörte beispielsweise der Metallurg Wladimir Gulyga.
Semjon Grigorjewitsch Firin wurde hier erschossen und auf dem Donskoi-Friedhof begraben.